# Georg Wenzeslaus von Knobelsdorff
Georg Wenzeslaus von Knobelsdorff (Crossen an der Oder o Krosno Odrzaskie, 17 de febrero de 1699 - Berlín, 16 de septiembre de 1753) fue un pintor y arquitecto prusiano de comienzos del siglo XVIII. Se le debe principalmente la construcción del Palacio de Sanssouci en Potsdam.

## Biografía
Primero fue soldado al servicio del ejército prusiano, pero en 1729 abandonó su puesto de capitán para consagrarse enteramente a su pasión por la arquitectura. En 1740 fue a estudiar a París y a Italia a expensas del nuevo rey, Federico II el Grande.
Como arquitecto, Knobelsdorff se sintió inclinado hacia el estilo clasicista francés y el palladianismo. Sus primeros trabajos en Rheinsberg (que era la residencia del monarca en la época) le permitieron elaborar las primeras bases del rococó federiciano, particularmente en materia de decoración interior.
Knobelsdorff ejerció las funciones de conservador jefe del conjunto de los edificios reales y era consultado secretamente, por otra parte, en cuestiones financieras.
En 1886, se erigió una estatua en honor a Knobelsdorff en el vestíbulo de la entrada al Altes Museum en Berlín, obra de Karl Begas. Hoy se encuentra en un depósito de dicha institución.

## Obras
- Ampliación del Palacio de Rheinsberg.
- Staatsoper Unter den Linden, en Berlín (1743), su obra principal en estilo clásico.
- Ampliación de un ala en el Palacio de Charlottenburg (1740-1742).
- Palacio de Sanssouci (a partir de 1745), bajo las órdenes del rey Federico II. Su obra principal es asimismo una de las obras clave del estilo Rococó.